# Тукай (Нурлатский район)
Тукай — поселок в Нурлатском районе Татарстана.  Входит в состав Новоиглайкинского сельского поселения.

## География
Находится в южной части Татарстана на расстоянии приблизительно 8 км на восток-юго-восток по прямой от районного центра города Нурлат на границах с Самарской областью. 

## История
Основан в 1920-х годах.

## Население
Постоянных жителей было в 1938 году - 102, в 1949 - 129, в 1958 - 73, в 1970 - 141, в 1979 - 120, в 1989 - 53, в 2002 году 47 (татары 100%), в 2010 году 70.